# Sołtysie Skały (Góry Kaczawskie)
Sołtysie Skały (niem. Scholzenstein, 695 m n.p.m.) – nieznaczny wierzchołek w centralnej części Północnego Grzbietu Gór Kaczawskich, w Sudetach Zachodnich, w masywie Okola, między Leśniakiem a Okolem.
Zbudowane ze staropaleozoicznych skał metamorficznych – zieleńców i łupków zieleńcowych oraz fyllitów i kwarcytów, należących do metamorfiku kaczawskiego. Na szczycie i w pobliżu skałki zieleńcowe. Porośnięte lasem świerkowym.